# Alana
Alana  è un nome proprio di persona inglese femminile.

## Varianti
- Femminili: Alaina[1], Alanna[1], Alannah[1][2], Alayna[1], Allyn[1], Alanis[1], Alannis[1], Allana[1], Allannah[1]
  - Ipocoristici: Lana[1]
- Maschili: Alan[1]

### Varianti in altre lingue
- Bretone: Alana[1]
- Irlandese: Alannah[1]

## Origine e diffusione
Si tratta della forma femminile di Alan, nome di origine bretone dall'etimologia incerta; in alcuni casi può anche costituire una variante di Elena o di Alina.
Sul finire del XX secolo, la variante Alanis è stata resa celebre dalla cantante canadese Alanis Morissette, che prende il nome da suo padre Alan; lo spelling particolare venne deciso dai genitori, che l'avevano letto in un quotidiano greco (Alanis è infatti un cognome greco, derivato dal turco ottomano آلاڭ alañ, "spazio aperto", "radura"). 
Delle altre varianti, Alaina è nata probabilmente sotto l'influsso di Elaine (una forma inglese di Elena), mentre Alannah è ispirata all'omonimo termine irlandese, derivato dall'esclamazione affettuosa a leanbh, che significa "oh bambino".

## Onomastico
L'onomastico si può festeggiare lo stesso giorno di Alan, cioè il 25 novembre in memoria di sant'Alano, abate di Lavaur, oppure il 26 ottobre in ricordo di sant'Alano, vescovo di Quimper.

## Persone
- Alana Beard, cestista statunitense

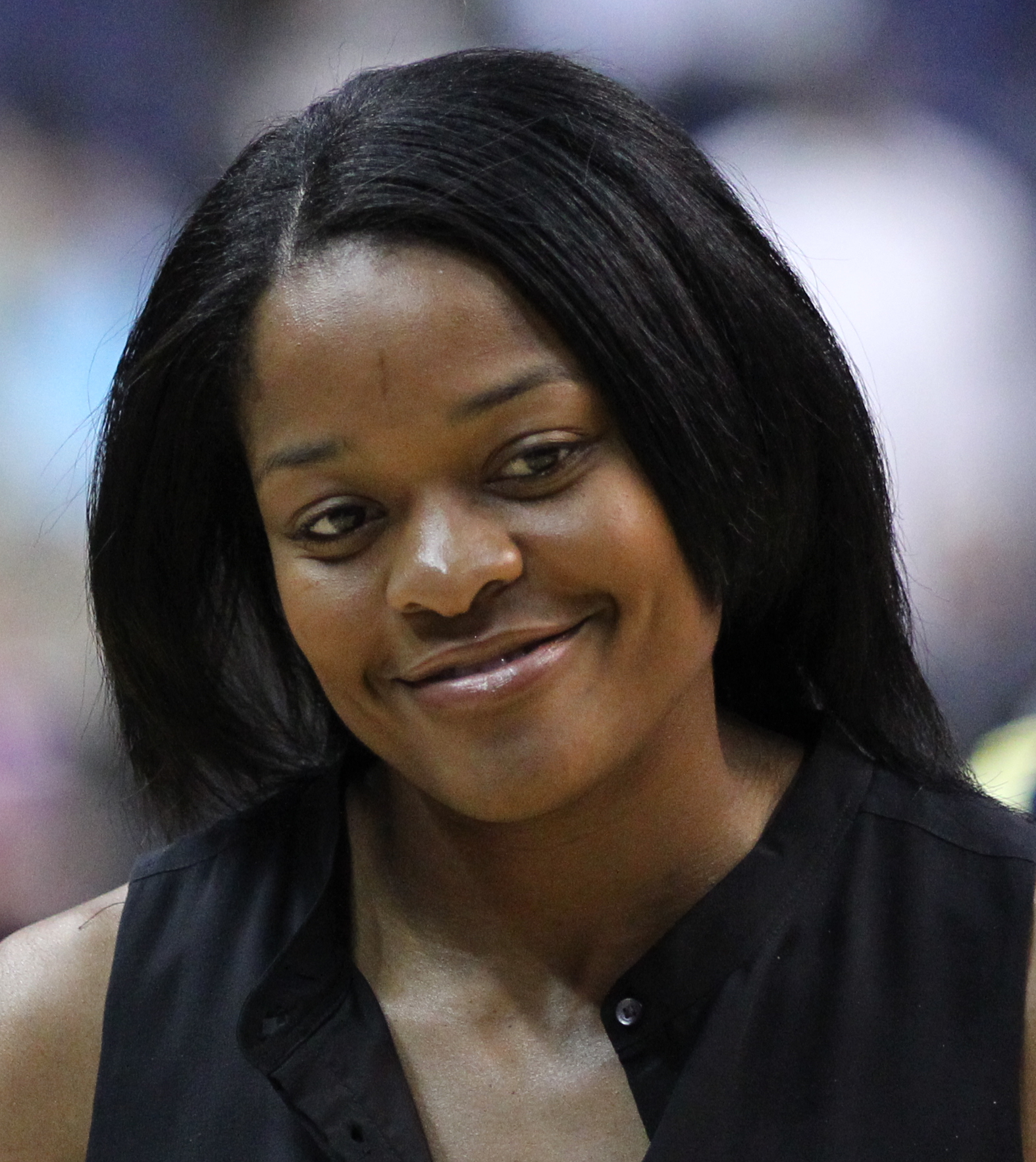
Alana Beard

- Alana Blanchard, surfista statunitense
- Alana Boyd, astista australiana
- Alana Cook, calciatrice statunitense
- Alana de la Garza, attrice statunitense
- Alana Evans, attrice e regista pornografica statunitense
- Alana Ladd, attrice statunitense
- Alana Nicholls, canoista australiana

### Variante Alanna

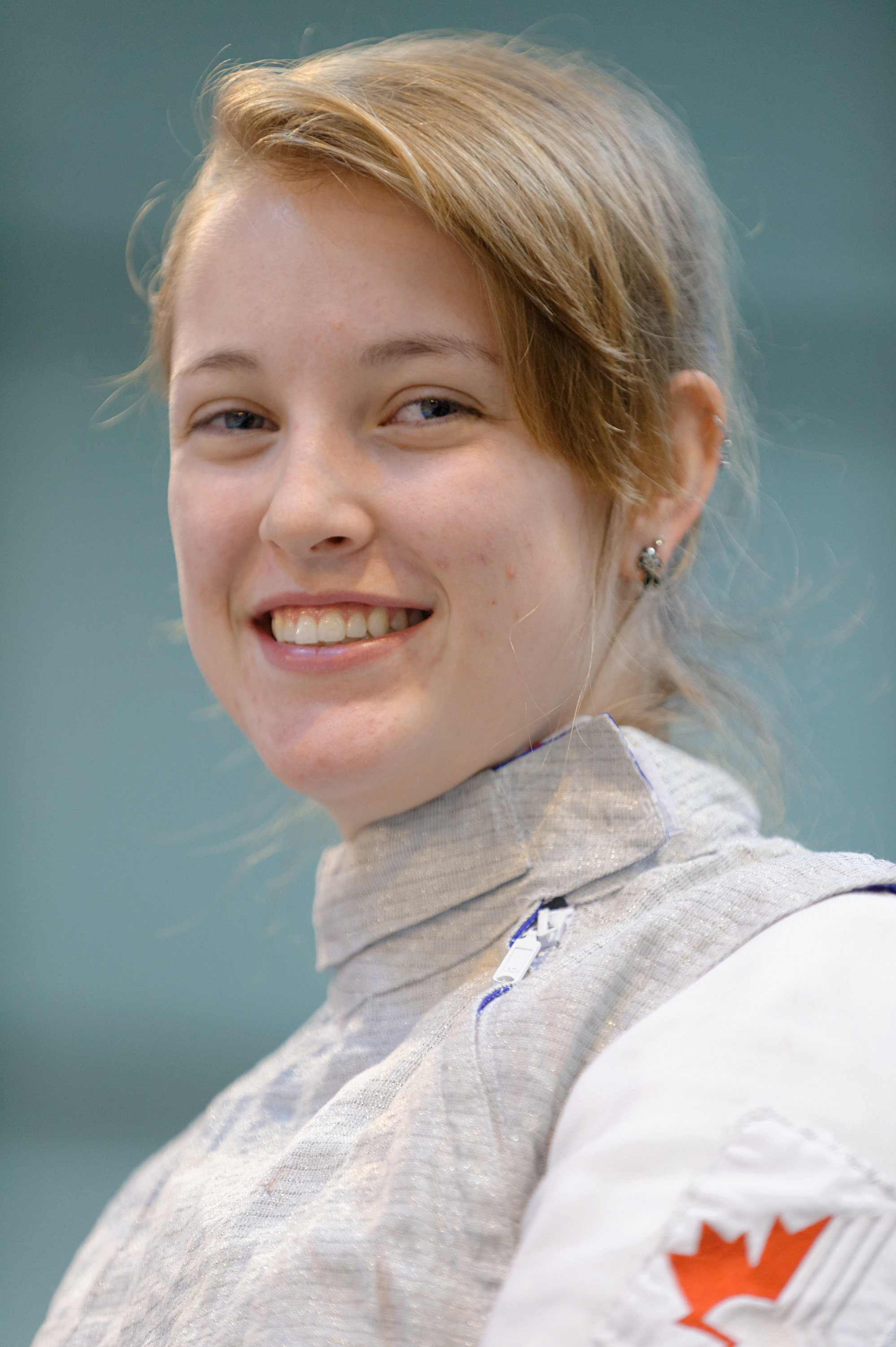
Alanna Goldie

- Alanna Arrington, supermodella statunitense
- Alanna Goldie, schermitrice canadese
- Alanna Kennedy, calciatrice australiana
- Alanna Knight, scrittrice e drammaturga britannica
- Alanna Kraus, pattinatrice di short track canadese
- Alanna Masterson, attrice statunitense
- Alanna Smith, cestista australiana
- Alanna Ubach, attrice statunitense

### Variante Alaina

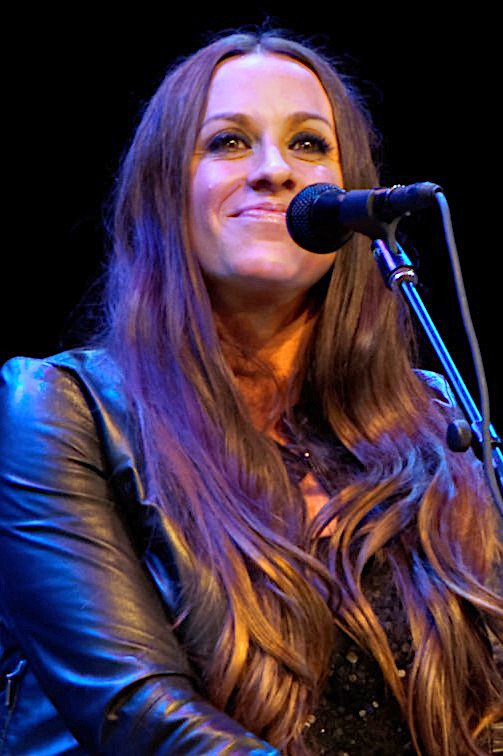
Alanis Morissette

- Alaina Bergsma, pallavolista statunitense
- Alaina Coates, cestista statunitense
- Alaina Huffman, attrice e modella canadese
- Alaina Reed-Hall, attrice e cantante statunitense

### Altre varianti
- Alanis Morissette, cantautrice, attrice e musicista canadese naturalizzata statunitense
- Alannah Myles, cantautrice canadese

## Il nome nelle arti
- Alanna Mosvani è un personaggio della serie di romanzi La Ruota del Tempo, scritta da Robert Jordan.